# Pausinystalia lane-poolei
Pausinystalia lane-poolei là một loài thực vật có hoa trong họ Thiến thảo. Loài này được (Hutch.) Hutch. ex Lane-Poole mô tả khoa học đầu tiên năm 1916.